# Юрівська сільська рада (Радомишльський район)
Юрівська сільська рада — колишня адміністративно-територіальна одиниця та орган місцевого самоврядування у Радомишльському районі Малинської і Волинської округ, Київської та Житомирської областей Української РСР з адміністративним центром у селі Юрівка.

## Населені пункти
Сільській раді на час ліквідації були підпорядковані населені пункти:
- с. Юрівка.

## Історія та адміністративний устрій
Створена 1923 року в с. Юрівка Кичкирівської волості Радомисльського повіту Київської губернії. 16 січня 1923 року підпорядковано с. Глиниця та хутір Брід ліквідованої Глиницької сільської ради Малинської волості. 7 березня 1923 року включена до складу новоутвореного Радомишльського району Малинської округи. Станом на 15 червня 1926 року в підпорядкуванні ради значилися хутори Голий, Довгий, на 1929 рік — х. Шахарня. На 1 жовтня 1941 року хутори Голий та Довгий не перебували на обліку населених пунктів.
Станом на 1 вересня 1946 року сільська рада входила до складу Радомишльського району Житомирської області, на обліку в раді перебувало с. Юрівка. Після 1954 року х. Шахарня не значився на обліку населених пунктів.
Ліквідована 11 серпня 1954 року, відповідно до указу Президії Верховної ради Української РСР «Про укрупнення сільських рад по Житомирській області», територію ради та с. Юрівка приєднано до складу Кичкирівської сільської ради Радомишльського району Житомирської області.